# 767
767 је била проста година.

## Догађаји
- Википедија:Непознат датум — Владавина династије Абасида у Багдаду.

- Византијско-бугарски рат: Цар Константин V напада Бугарску преко Балканских планина, палећи нека насеља око бугарске престонице Плиске. Константин прихвата мировни споразум са Паганом, бугарским владаром (каганом), чија је земља у анархији.
- Франци, под краљем Пипином III („Кратким“), уништавају отпор у централној Аквитанији. Освајају престоницу Бордо и разарају цео регион.
- Пипин III прима византијску делегацију на свом двору у Ђентилију (јужно предграђе Париза). Разговарају о спољној политици у вези са Италијом и византијском иконоборству.
- Хариџити Бербери из Тлемцена и Тијарета покушавају да освоје Ифрикију од Абасидског калифата, али не успевају да заузму престоницу Каируана (данашњи Тунис).
- 28. јун – Папа Павле I умире у Риму након 10-годишње владавине, током које је протестовао против оживљавања иконоборства у Цариграду од стране Константина V. Он пружа уточиште грчким монасима који су протерани из Византијског царства и премешта мошти многих светаца из катакомби у римске цркве. Војвода Тото од Непија изабрао је свог брата лаика за наследника Павла, под именом Константин II.

## Смрти
- Андреј Критски
- Папа Павле I
- Ебу Ханифа
- Константин II Цариградски
- Токту